# František Ryšavý
František Ryšavý (24. prosince 1900, Praha – 1976) byl český fotbalista, útočník, reprezentant Československa.

## Fotbalová kariéra
Za československou reprezentaci odehrál 31. srpna 1924 přátelské utkání s Rumunskem, které skončilo výhrou 4:1, a dal v něm jeden gól. Hrál za SK Meteor Praha VIII.

## Ligová bilance
| Ročník                                       | Zápasy | Góly | Klub                 |
| -------------------------------------------- | ------ | ---- | -------------------- |
| Asociační liga 1925                          | 7      | 1    | SK Meteor Praha VIII |
| Středočeská 1. liga 1925/26                  | 15     | 7    | SK Meteor Praha VIII |
| Kvalifikační soutěž Středočeské 1. ligy 1927 | 7      | 2    | SK Meteor Praha VIII |
| 1. asociační liga 1930/31                    | 1      | 0    | SK Meteor Praha VIII |
| CELKEM                                       | 30     | 10   |                      |